# 尼古拉·扎博洛茨基
尼古拉·阿列克谢耶维奇·扎博洛茨基（俄语：Никола́й Алексе́евич Заболо́цкий，1903年5月7日［儒略曆4月24日］—1958年10月14日）苏联诗人、翻译，是苏联作家协会成员。1938年因其作品的“政治性错误”而获罪。1963年给予平反。